# They Talk Shit About Me
Singles par M. Pokora
Dangerous
(2008) Catch Me If You Can
(2008)
Singles par Verse
Don't Play Nice
(2005) Mirrors
(2010)
They Talk Shit About Me (stylisé en They Talk Sh#t About Me) est un morceau de l'artiste français M. Pokora, publié le 9 juin 2008 en Europe en tant que deuxième single issu de son troisième album studio, MP3. Le titre est en collaboration avec la rappeuse britannique Verse, mieux connue aujourd'hui sous le nom de Natalia Kills.

## Genèse
En studio à Londres au Royaume-Uni, l'équipe de M. Pokora lui fait écouter une jeune artiste britannique, Verse, maintenant connue sous le nom de Natalia Kills. Appréciant sa voix, M. Pokora lui demande de venir à son studio pour enregistrer un titre. Ils écrivent la chanson dans la nuit . Pokora considère qu'il s'agit d'un des meilleurs titres de l'album MP3 .

## Listes des pistes
CD single
1. They Talk Shit About Me
2. Forbidden Drive

Téléchargement numérique
1. They Talk Shit About Me

## Classement
| Classement (2008)               | Meilleure position |
| ------------------------------- | ------------------ |
| Belgique (Wallonie Ultratip 50) | 3                  |
| France (SNEP)                   | 24                 |